# Jürgen Schmitt

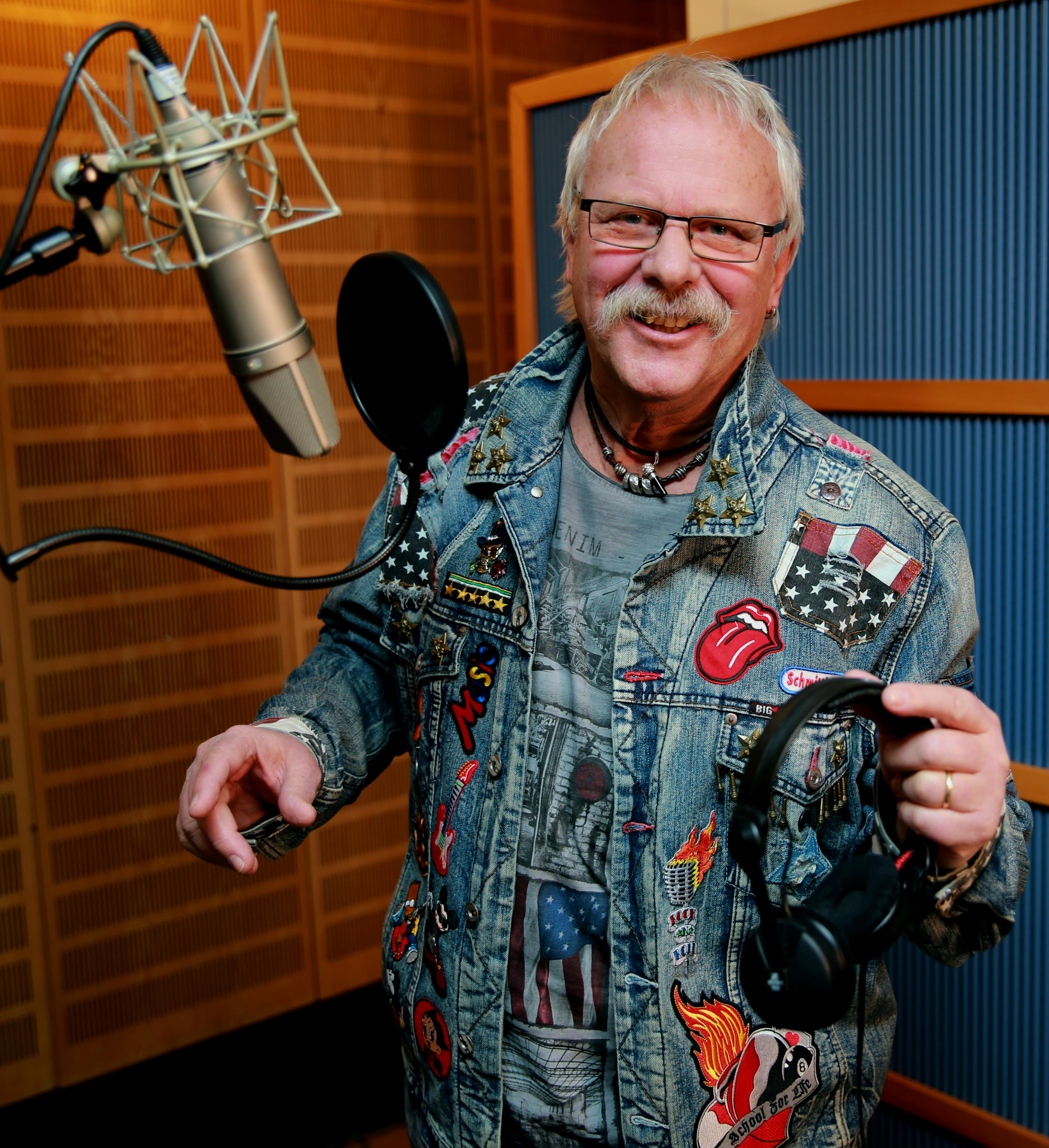
Jürgen Schmitt (2017)

Jürgen Schmitt (* 5. November 1949 in Bonn) ist ein deutscher Maler, Fotograf und Musiker. Als Schmitti tritt er als Produzent, Komponist, Liedtexter und Schlagersänger in Erscheinung.

## Leben
Schmitt studierte an der Staatlichen Kunstakademie Düsseldorf bei Joseph Beuys und Irmin Kamp und wurde aufgrund seiner künstlerischen Leistungen zum Meisterschüler ernannt. 1978 absolvierte Schmitt das Zweite Staatsexamen für das Lehramt am Gymnasium im Fach Kunst und Werken. Bis 2010 war er Lehrer (Oberstudienrat) für Kunsterziehung. Seine Arbeiten präsentierte er in Einzel- und Gruppenausstellungen im In- und Ausland. Von 1978 bis 1982 richtete Schmitt in seiner eigenen Kunstgalerie in Brühl (Junge Galerie) Ausstellungen von Künstlern der Klassischen Moderne aus. Schmitt war Mitglied im Bundesverband Bildender Künstlerinnen und Künstler. 1990 folgte aufgrund seiner fotografisch-künstlerischen Leistungen die Aufnahme in die Deutsche Gesellschaft für Photographie (DGPh).
2007 komponierte und textete er als Schmitti das alte norddeutsche Volkslied von 1910 Du, du liegst mir im Herzen zu einem modernen Schlager um. Schmittis Schatz, mer fiere Fastelovend wurde auf einigen Karneval Kompilations veröffentlicht, so z. B. auf dem Doppel-CD-Sampler Karneval Hits in the Mix. Den Song Himmlisch jeck schrieb Schmitti 2008.
2008 erhielt er vom Heinz-Erhardt-Komponisten Erwin Halletz und dem Beco Verlag die Genehmigung, das bekannte Musikstück von Heinz Erhardt Immer wenn ich traurig bin umzuschreiben, mit einem erweiterten Spezialtext zu versehen und als modernes Partymusikstück zu veröffentlichen. Außerdem nahm er  das Mottolied des Kölner Karnevals 2009: Unser Fastelovend – Himmlisch jeck auf.
Live Is Life von 1984 ist bekannt durch die österreichische Band Opus (Band). Mit diesem Hit erlangte die Gruppe seinerzeit internationalen Hit-Status. Live is Life wurde ein Nummer-eins-Hit in vielen Ländern.
Geschrieben wurde der Song u. a. von dem Rockmusiker und Musikproduzenten Ewald Pfleger. Er war es auch, der Schmitti, nachdem er seine neue deutsche Textbearbeitung gesehen hatte, 2022 sein Einverständnis zur Mallorca Party Coverversion mit dem Titel „Bier und Wein“ gab.
Seit 2018 ist Schmitti bei dem Platten-Label Fiesta Records unter Vertrag. Er komponiert seine Lieder überwiegend selber. Sie sind auch auf den bekannten Ballermann-Samplern zu finden.
Jürgen Schmitt lebt zusammen mit der Schriftstellerin Marion Schmitt in Scheven (Kall in der Eifel).

## Ausstellungen (Auswahl)
- 1979: Informationszentrum:Galerie der Stadt Brühl
- 1988: Städtische Kunstsammlung Eschweiler
- 1988: Colonia Versicherungsgalerie Köln
- 1988: Förderkreis zeitgenössischer Kunst, Euskirchen
- 1989: Schlösser Augustusburg und Falkenlust, Brühl
- 1989: Städtische Galerie Wesseling
- 1989: Städtische Galerie Pulheim
- 1990: Fotogalerie Bordenau (Ingolf Heinemann)
- 1992: Städtische Galerie Erftstadt
- 1992: Fotogalerie – Staatliche Landesbildstelle, Hamburg
- 1993: Rathausgalerie der Stadt Neunkirchen
- 1994: Burghausgalerie ’81 e. V. der Stadt Stolberg

## Diskografie

### Singles/Downloads
- 1997:  Let’s Rock im Karneval
- 2006: Wooly Bully – Volle Pulle
- 2007: Schatz – Mer fiere Fastelovend
- 2008: Du, du liegst mir im Herzen
- 2008: Immer wenn ich traurig bin, trink ich einen Korn, Heinz-Erhardt-Coverversion
- 2008: Himmlisch jeck
- 2008 My Baby Baby Balla balla
- 2009: En Kölle jebütz
- 2009: Ein Stern zur Weihnachtszeit und Ein kleiner Stern
- 2009 Schutzengel schlafen nie
- 2009: Jetzt geht es los
- 2009: Laola
- 2010: Ganz schön blau
- 2010: Die Sonne und Du, Udo-Jürgens-Coverversion
- 2010: Jetzt lass uns mal schunkeln
- 2011: Du bist meine Nummer 1
- 2011: Mallorca Ole Ola
- 2011: Ein bisschen Spaß muss sein, (Coverversion)
- 2012: Küss mich einmal, küss mich zweimal feat. Helga Brauer und DJ Happy Vibes
- 2012: En Kölle un am Zuckerhot (Mottolied)
- 2013: 1000 Küsse
- 2013: Die geile Raupe Nimmersatt
- 2014: Überall blühen Rosen, Gilbert-Becaud- und Sweety Peter-Kraus-Coverversion
- 2014: Fußball-Deutschland stark wie nie feat. Jett Alinia
- 2014: D’r Zoch kütt feat. De Fleech
- 2015: Mallorca ist so schön, Coverversion, Ballermann-Hit nach Frank Zanders Marlene
- 2016: Jetzt ist es aus (Unplugged und acoustic)
- 2016 Hände zum Himmel zur Hölle / Mer stelle alles op der Kopp
- 2016: Ein Prosit der Gemütlichkeit, Remix und Geburtstagsständchen
- 2017: Träume meines Lebens – 20 Jahre Schmitti, EP
- 2017: Du hast’n Freund in mir, Klaus-Lage-Coverversion
- 2017: Hot Dog
- 2018: Scheiß Alkohol feat. Abriss Duo
- 2018: Lass mich diesen Wahnsinn spür'n  feat. Anna Maria
- 2018  Ich denk zurück
- 2018: Polonäse Marsch!
- 2018: Wir sind immer noch gut, Andreas-Martin-Coverversion
- 2019: Träume meines Lebens (Spanish Guitar Mix)
- 2020: Hackevoll (Brüller Mix)
- 2020:  Bis ans Ende dieser Welt
- 2020:  Jetzt geht es los (Haus Party Mix)
- 2020:  Aanjekumme (Ne Kölsche Lovesong)
- 2021  Heja He (Heya He) (Satte Beats Remix)
- 2021 Wenn du bei mir bist (DJ Ostkurve Remix)
- 2022  Wenn mir zwei zesamme sin
- 2022 Endlich wieder da (After Corona Party Mix)
- 2022 Du bist da
- 2023 Bier und Wein (Live is Life)
- 2023 Es ist schön mit dir
- 2024 Kopf oben Frank-Zander-Coverversion
- 2024 Sternenweit
- 2025 Willst du mal dudeln mit meinem Dudelsack
- 2025 Du und ich wir fliegen über Wolken so hoch, Hochzeitstanz, Eröffnungstanz

### Alben
- 2010: Volle Pulle! Die Mallorca- und Karneval-Party (Delta Music/LaserLight)